# Museu Nacional de San Marco
El Museu Nacional de San Marco, que té la seu en la part monumental d'un antic convent dominicà, es troba a la Piazza di San Marco de la ciutat italiana de Florència, a prop de la Galleria dell'Accademia.
El museu exposa obres de Fra Angelico, Jacopo Vignali, Domenico Ghirlandaio, Fra Bartolomeo, Giovanni Antonio Sogliani i d'altres. Les antigues cel·les monacals de la planta superior, que es despleguen a través de tres passadi,ssos, estan decorades amb un cèlebre cicle de frescs representant escenes de La vida de Crist de Fra Angelico i els seus ajudants.
San Marco va ser fins al 2014 la seu d'una comunitat dominicana, on els germans vivien als ambients a l'oest, al voltant del claustre; els pocs supervivents religiosos es van unir aquell any als monjos de Santa Maria Novella.

## Història
Cosme el Vell va cedir el convent i l'església de San Marco als Domenicani osservanti de Fiesole el 1436.
Fundat en el segle xiii, de l'antic edifici queden alguns vestigis de frescs. Com narra a la seva obra Le Vite Giorgio Vasari, Cosme Pater Patriae no va escatimar energia ni diners per portar a terme una reestructuració radical de l'edifici, encarregada a l'arquitecte Michelozzo; en acabar les obres, el 1452, el convent de San Marco va ser un dels més moderns, bells i confortables d'Itàlia.
El projecte de Michelozzo es va concretar en un ampli edifici de sobri estil renaixentista, graciós i elegant, caracteritzat per àmplies superfícies i espais regulars compartimentats amb claredat. L'obra mestra de l'arquitecte va ser la sala de la biblioteca, saala espaiosa amb columnes, que es va convertir, durant l'època de Llorenç el Magnífic refugi privilegiat d'humanistes, entre els que pot citar-se Angelo Poliziano i Pico della Mirandola, que podien consultar lliurement textos en llatí i grec, a la primera «biblioteca pública» que va existir en el món occidental.
El Convent de San Marco va ser expropiat per primera vegada el 1808, en l'època napoleònica; es va tornar als frares dominicans després de la caiguda de l'emperador francès i durant la Restauració, el monestir va ser novament confiscat per l'Estat italià el 1866, per un famós Reial Decret del 7 de juliol de 1866, que preveia la supressió dels ordes religiosos. Declarat monument d'importància nacional, es va obrir al públic el 1869.
El convent de San Marco és cèlebre, a més a més per les seves obres d'art, pels nombrosos personatges que va allotjar darrere els seus murs: sant Antoní de Florència, fra Girolamo Savonarola i sobretot el frare i pintor Giovanni da Fiesole, anomenat Fra Angelico. En l'església, són enterrats els humanistes Pico della Mirandola i Angelo Poliziano.

## Museu

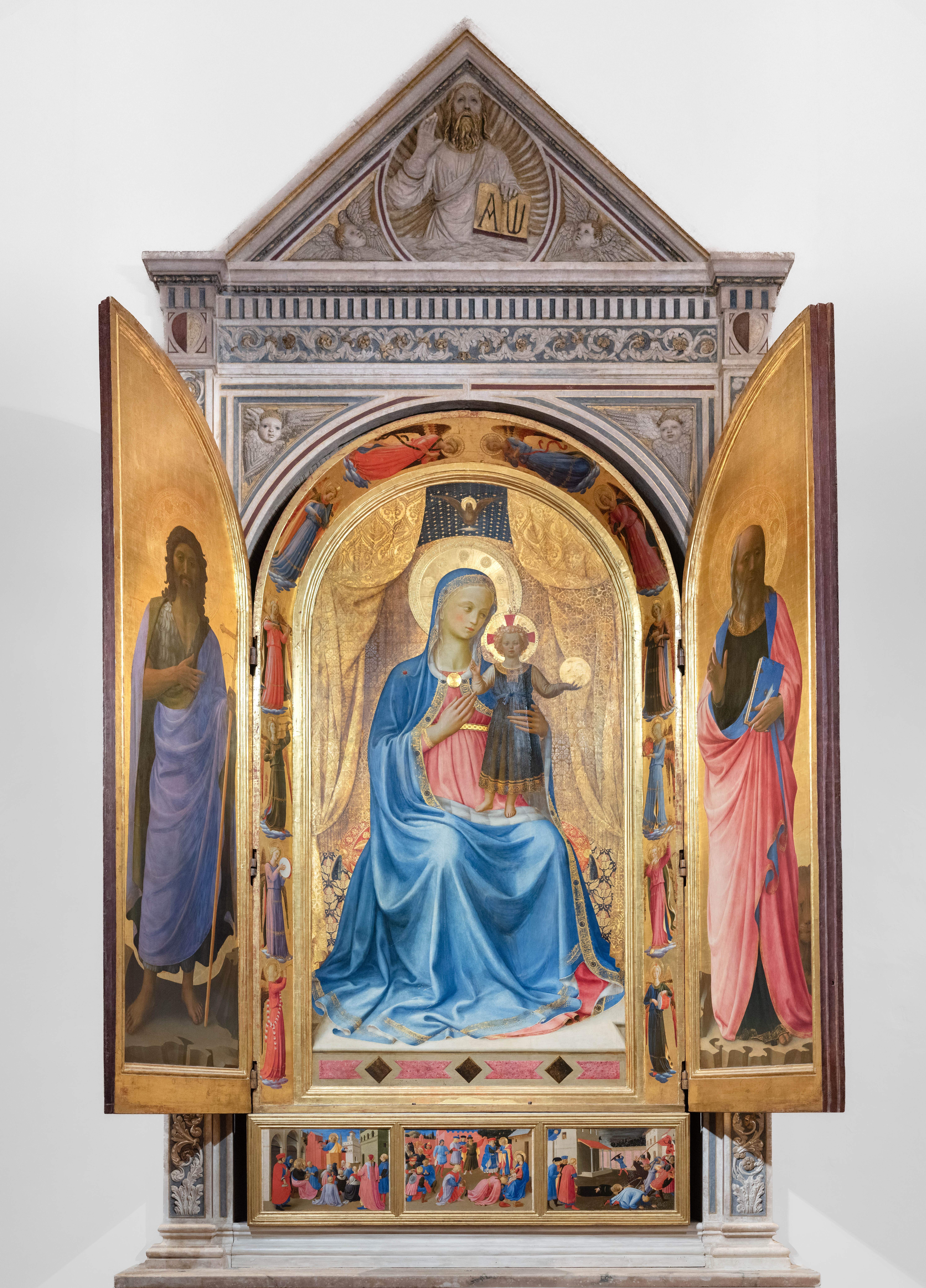
Madonna dei Linaioli. Fra Angelico en col·laboració amb Lorenzo Ghiberti.

- Del claustre de sant Antonino (Chiostro di Sant'Antonino), construït per Michelozzo abans de 1440 i amb frescs realitzats un segle més tard per Bernardino Poccetti, s'accedeix a les estances que constitueixen el complex museístic de San Marco. Aquí Fra Angelico va pintar sobre la lluneta de cada porta una pintura al fresc. Les llunetes del claustre van ser diverses vegades pintades al fresc a la fi del Cinquecento i principis del segle xvii per Bernardino Poccetti i d'altres artistes amb escenes il·lustratives de la Vida i miracles de Sant Antonino.
- La sala Dell'Ospizio dei Pellegrini, és a dir, l'hostalatge de pelegrins, on s'oferia hospitalitat a pelegrins i visitants, es dedica a Fra Angelico i en recull moltes de les seves pintures més importants sobre taula, com el Descendiment (circa 1435-1440), retaule pintat per a l'església de Santa Trinita iniciada pel pintor Lorenzo Monaco i que després de la seva mort, va ser acabada per Fra Angelico, i la Madonna dei Linaioli, encarregada pels linaiuoli (gremi de teixidors de lli) el 1433, en col·laboració amb Lorenzo Ghiberti.
- La Sala Capitular (Sala Capitolare) va ser pintada al fresc amb la complexa i al·legòrica Crucifixió i sants (Crocefissione i santi) acabada el 1442, una veritable obra mestra, durant la realització de la qual es diu que es va emocionar fins a les llàgrimes el mateix pintor.
- A la resta de les dependències de la planta baixa, entre les quals estava el lavabo i dos refetors, hi ha obres dels principals artistes del Quattrocento i del Cinquecento florentí: Domenico Ghirlandaio (Sant Sopar de 1482, una versió en escala reduïda del Cenacolo di Ognissanti), Alesso Baldovinetti, Giovanni Antonio Sogliani i fra Bartolomeo. El segon refetor recull obres de l'anomenada «escola de Sant Marc», constituïda per alumnes de fra Bartolomeo.
- A la primera planta, on hi ha el bellíssim fresc de l'Anunciació (Annunciazione) que acull els visitants dalt de l'escala, estan situades les cel·les dels monjos, amb fresc de fra Angelico i alumnes amb escenes que inspiressin els resos dels monjos, sobretot lligats a les escenes de la Passió de Crist. Al fons de l'ala sud es troben les cel·les que va habitar Savonarola. En aquesta primera planta també es troba, formant part del museu, l'antiga biblioteca construïda per Michelozzo per voluntat de Cosme el Vell, amb una airosa estructura ben il·luminada que facilitava la lectura, l'estudi i la realització per part dels monjos de còpies de manuscrits. Encara avui custodia una gran quantitat de preciosos còdexs miniats. La major part dels llibres més preciosos -molts de l'època de Cosme el Vell- s'ha transferit a la Biblioteca Laurenziana després de la supressió del convent a començaments del segle xix.[2] La biblioteca conventual custodia una col·lecció d'obres de teologia i filosofia i comprèn també una part de la biblioteca de Giorgio La Pira.
- A la Foresteria estan reunides nombroses restes pètries provinents de les demolicions del segle xix del centre de Florència i del ghetto, durant l'època del Risanamento període en què Florència va ser la capital d'Itàlia a la fi del segle xix.

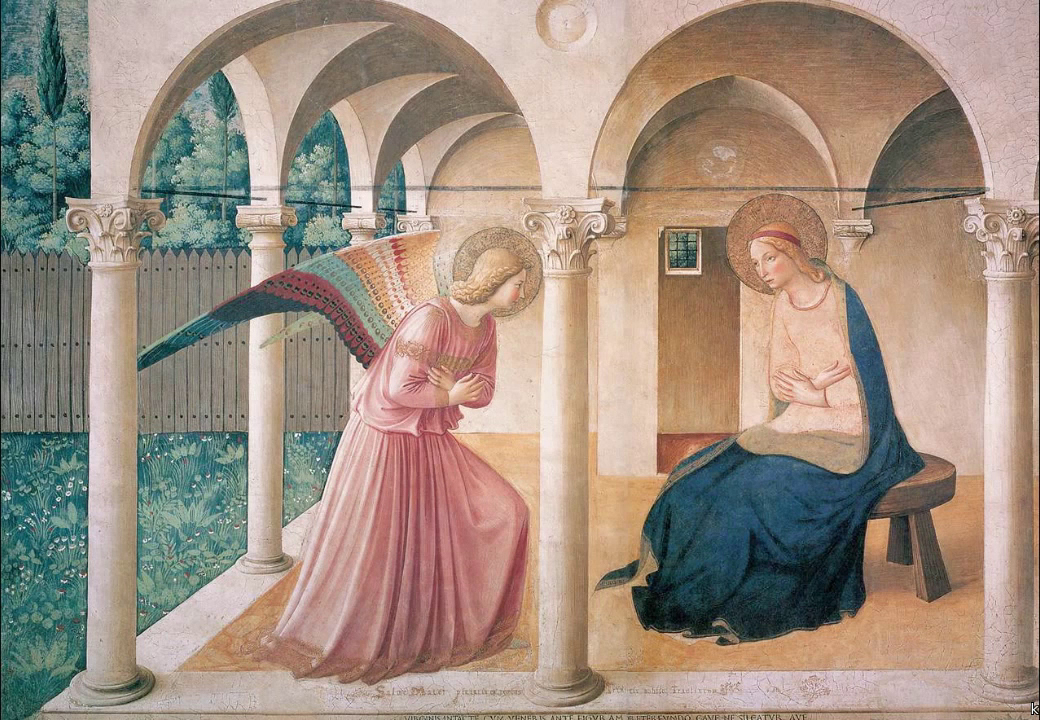
Anunciació per Fra Angelico
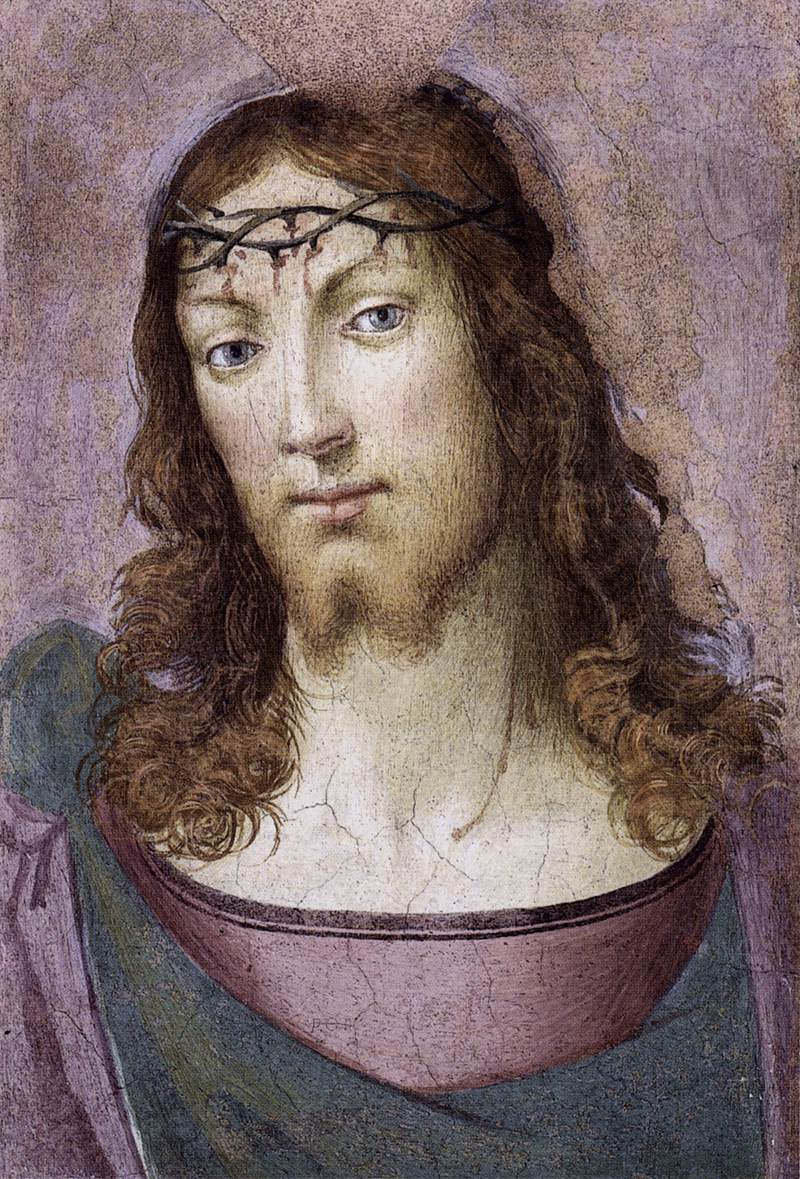
Crist coronat d'espines per Fra Bartolomeo
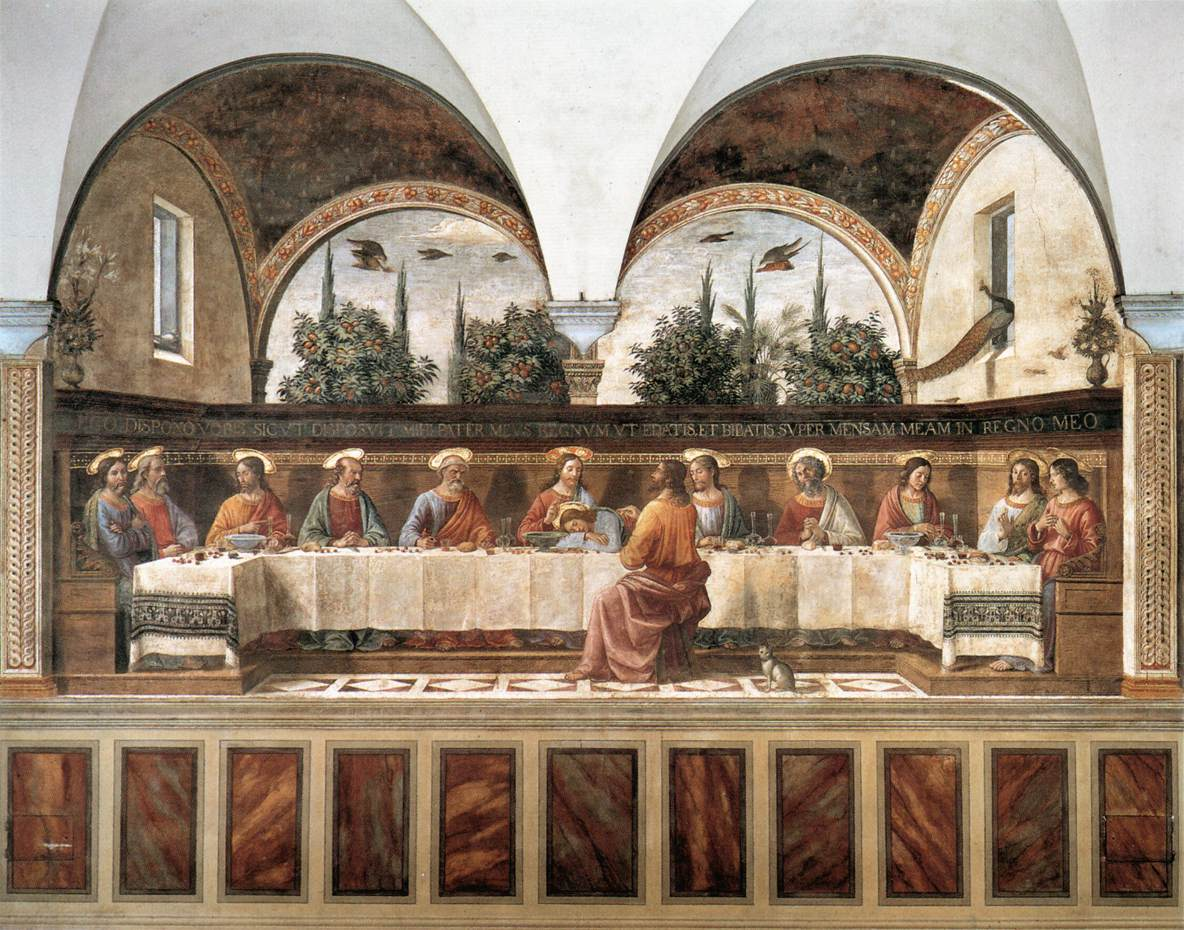
Sant Sopar per Domenico Ghirlandaio